# Tipula (Microtipula) aymara
Tipula (Microtipula) aymara is een tweevleugelige uit de familie langpootmuggen (Tipulidae). De soort komt voor in het Neotropisch gebied.